# Padma Shamsher Jang Bahadur Rana
Padma Shamsher Jang Bahadur Rana (पद्म समसेर जङ्गबहादुर राणा - Padma Samasera Jaṅgabahādura Rāṇā; 5 dicembre 1882 – Calcutta, 11 aprile 1961) è stato un politico nepalese, Maharaja di Lambjang e Kaski, generale e Primo ministro del Nepal dal 1945 al 1948.
Apparteneva alla potente famiglia Rana, che ha tenuto le redini del governo nepalese dal 1846 al 1951.